# Florida (Argentina)
Florida è una città dell'Argentina, la più popolosa del Partido di Vicente López, nei sobborghi settentrionali di Buenos Aires.
Abitata principalmente da membri della classe media, è situata tra Olivos e Vicente López, posti nello stesso partido (dipartimento).